# Edgars Rihters
Edgars Rihters (russisch Эдгарс Рихтерс; * 6. Juni 1887 in Riga; † 16. März 1931) war ein lettischer Radrennfahrer.

## Sportliche Laufbahn
Rihters nahm an den Olympischen Sommerspielen 1912 in Stockholm für Russland teil. Bei den Spielen schied er im olympischen Einzelzeitfahren aus. Die russische Mannschaft kam nicht in die Mannschaftswertung.